# Услибаш
Услиба́ш (рос. Услыбаш, башк. Уҫылыбаш) — село у складі Стерлітамацького району Башкортостану, Росія. Входить до складу Услинської сільської ради.
Населення — 348 осіб (2010; 370 в 2002).
Національний склад:
- чуваші — 90%